# Cudo

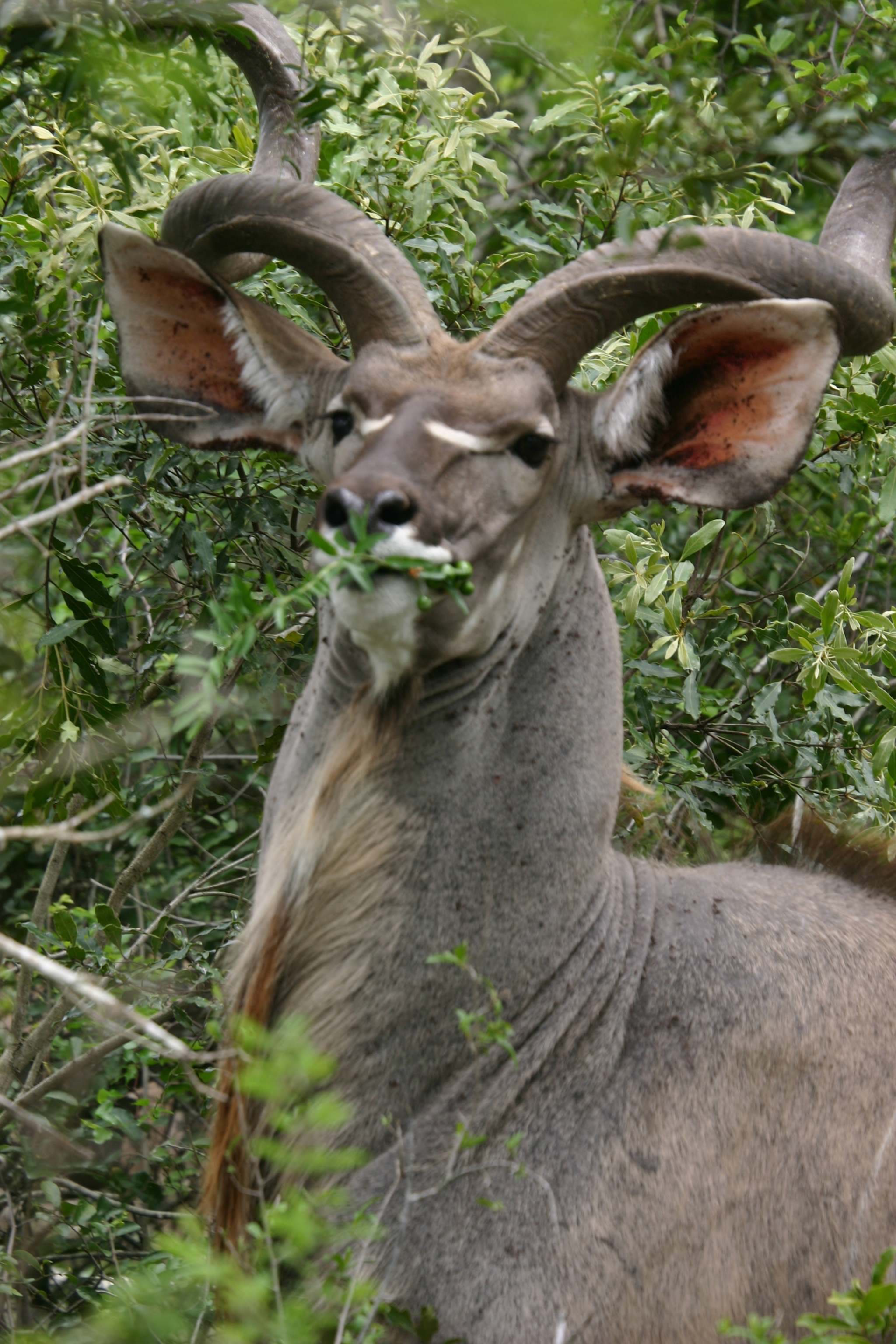
Cudu macho alimentando-se

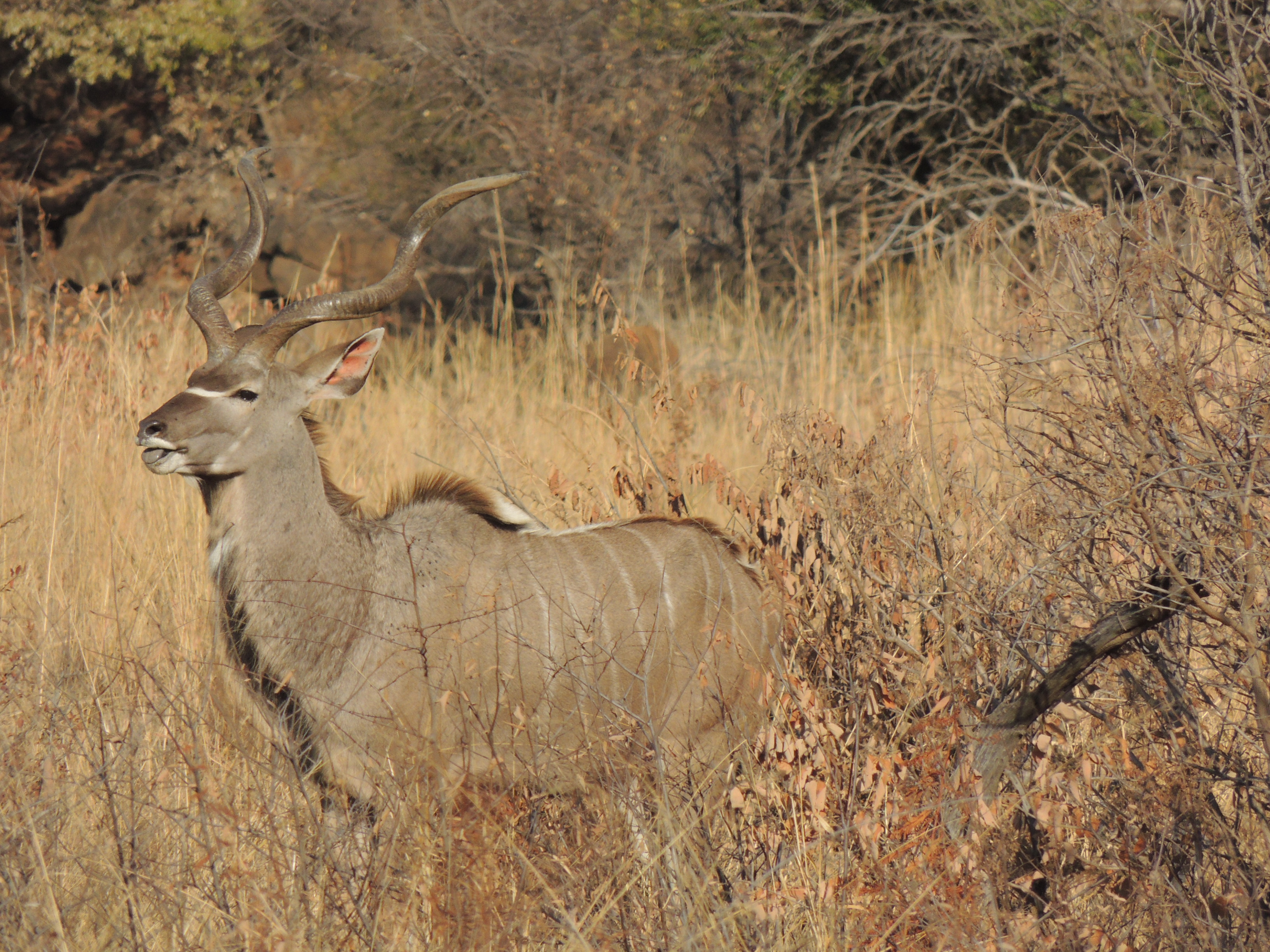
Cudo Maior de vida livre observado no Pilanesberg Park na África do Sul

Os cudos representam duas espécies de antílopes, da familia bovidae pertencentes ao género Tragelaphus, a saber: a espécie Tragelaphus imberbis, menor, e a Tragelaphus strepsiceros, de tamanho maior.